# 勒莫库尔 (埃纳省)
勒莫库尔（法語：Remaucourt，法語發音：[ʁəmokuʁ]）是法国上法蘭西大區埃纳省的一个市镇，属于圣康坦区。

## 地理
勒莫库尔（49°53'47"N, 3°20'29"E）面积6.35 平方千米，位于法国上法蘭西大區埃纳省，该省份为法国北部内陆省份，北起北部省，西接索姆省和瓦兹省，东临阿登省和马恩省，西南至塞纳-马恩省，东北部与比利时接壤。
与勒莫库尔接壤的市镇（或旧市镇、城区）包括：小埃西尼、方丹于泰尔特、翁布利耶尔、莱丹、莫尔库尔、塞克阿尔。

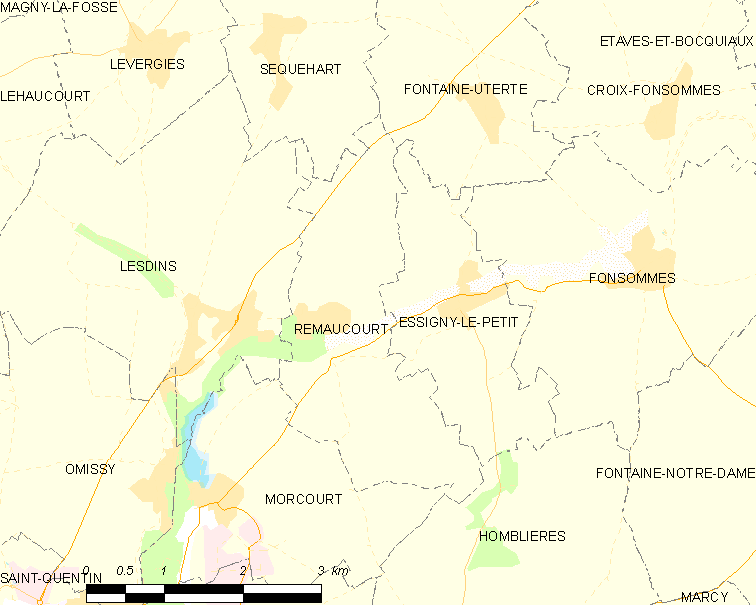
的OSM定位图

勒莫库尔的时区为UTC+01:00、UTC+02:00（夏令时）。

## 行政
勒莫库尔的邮政编码为02100，INSEE市镇编码为02637。

## 政治
勒莫库尔所属的省级选区为圣康坦第二县。

## 人口

1962-2008年间人口变化图示

勒莫库尔于2022年1月1日时的人口数量为278人。